# Donnemain-Saint-Mamès
Donnemain-Saint-Mamès és un municipi francès, situat al departament de l'Eure i Loir i a la regió de Centre – Vall del Loira. L'any 2007 tenia 619 habitants.

## Demografia

### Població
El 2007 la població de fet de Donnemain-Saint-Mamès era de 619 persones. Hi havia 236 famílies, de les quals 48 eren unipersonals (22 homes vivint sols i 26 dones vivint soles), 92 parelles sense fills, 85 parelles amb fills i 11 famílies monoparentals amb fills.
La població ha evolucionat segons el següent gràfic:
Habitants censats

### Habitatges
El 2007 hi havia 277 habitatges, 242 eren l'habitatge principal de la família, 17 eren segones residències i 18 estaven desocupats. 273 eren cases i 3 eren apartaments. Dels 242 habitatges principals, 224 estaven ocupats pels seus propietaris, 15 estaven llogats i ocupats pels llogaters i 4 estaven cedits a títol gratuït; 1 tenia una cambra, 10 en tenien dues, 30 en tenien tres, 59 en tenien quatre i 142 en tenien cinc o més. 205 habitatges disposaven pel capbaix d'una plaça de pàrquing. A 82 habitatges hi havia un automòbil i a 142 n'hi havia dos o més.

### Piràmide de població
La piràmide de població per edats i sexe el 2009 era:
| Homes | Edats   | Dones |
| ----- | ------- | ----- |
| 0     | 95 o +  | 0     |
| 4     | 90 a 94 | 0     |
| 0     | 85 a 89 | 4     |
| 4     | 80 a 84 | 4     |
| 16    | 75 a 79 | 12    |
| 8     | 70 a 74 | 12    |
| 4     | 65 a 69 | 20    |
| 24    | 60 a 64 | 12    |
| 20    | 55 a 59 | 12    |
| 12    | 50 a 54 | 24    |
| 40    | 45 a 49 | 24    |
| 28    | 40 a 44 | 24    |
| 40    | 35 a 39 | 40    |
| 4     | 30 a 34 | 12    |
| 0     | 25 a 29 | 4     |
| 4     | 20 a 24 | 8     |
| 24    | 15 a 19 | 24    |
| 36    | 10 a 14 | 24    |
| 36    | 5 a 9   | 28    |
| 12    | 0 a 4   | 12    |

## Economia
El 2007 la població en edat de treballar era de 414 persones, 305 eren actives i 109 eren inactives. De les 305 persones actives 275 estaven ocupades (154 homes i 121 dones) i 29 estaven aturades (11 homes i 18 dones). De les 109 persones inactives 54 estaven jubilades, 31 estaven estudiant i 24 estaven classificades com a «altres inactius».

### Ingressos
El 2009 a Donnemain-Saint-Mamès hi havia 258 unitats fiscals que integraven 691 persones, la mediana anual d'ingressos fiscals per persona era de 18.671 €.

### Activitats econòmiques
Dels 12 establiments que hi havia el 2007, 5 eren d'empreses de construcció, 2 d'empreses de comerç i reparació d'automòbils, 1 d'una empresa de transport, 3 d'empreses d'hostatgeria i restauració i 1 d'una empresa classificada com a «altres activitats de serveis».
Dels 6 establiments de servei als particulars que hi havia el 2009, 3 eren paletes, 1 fusteria, 1 perruqueria i 1 restaurant.
L'any 2000 a Donnemain-Saint-Mamès hi havia 10 explotacions agrícoles que ocupaven un total de 945 hectàrees.

## Equipaments sanitaris i escolars
El 2009 hi havia una escola elemental integrada dins d'un grup escolar amb les comunes properes formant una escola dispersa.

## Poblacions més properes
El següent diagrama mostra les poblacions més properes.